# 和宜合道

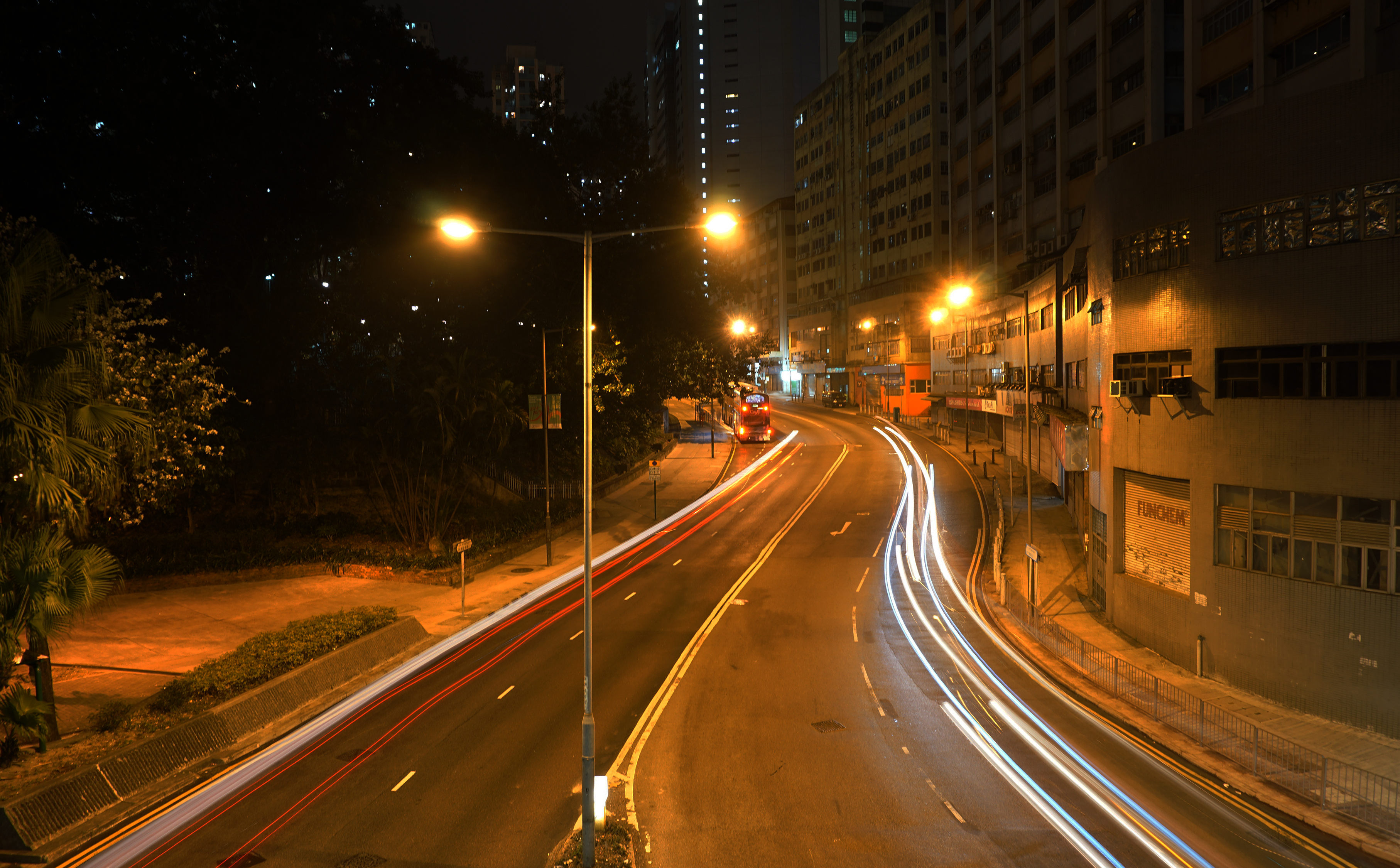
和宜合道中段

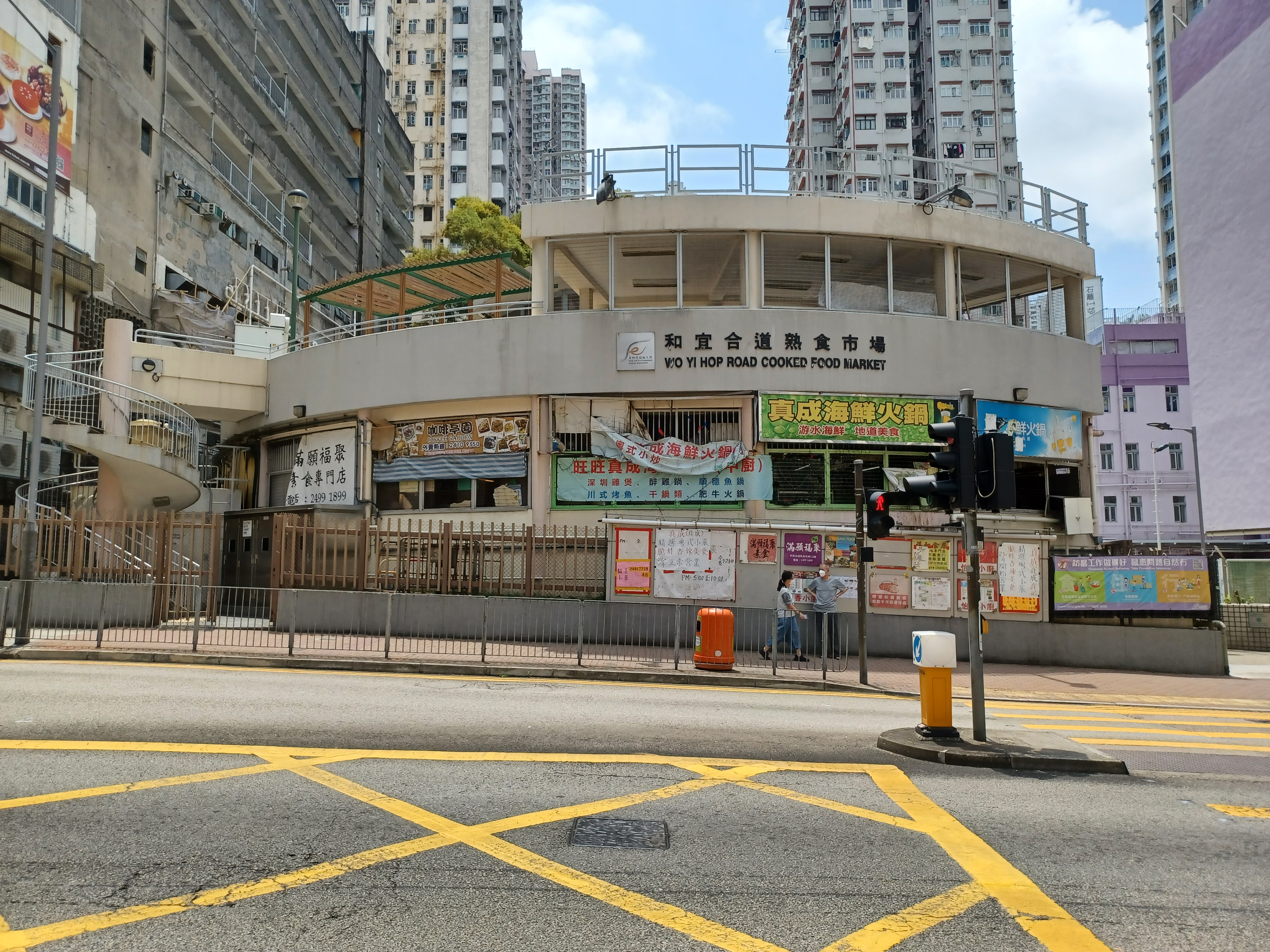
和宜合道熟食市場

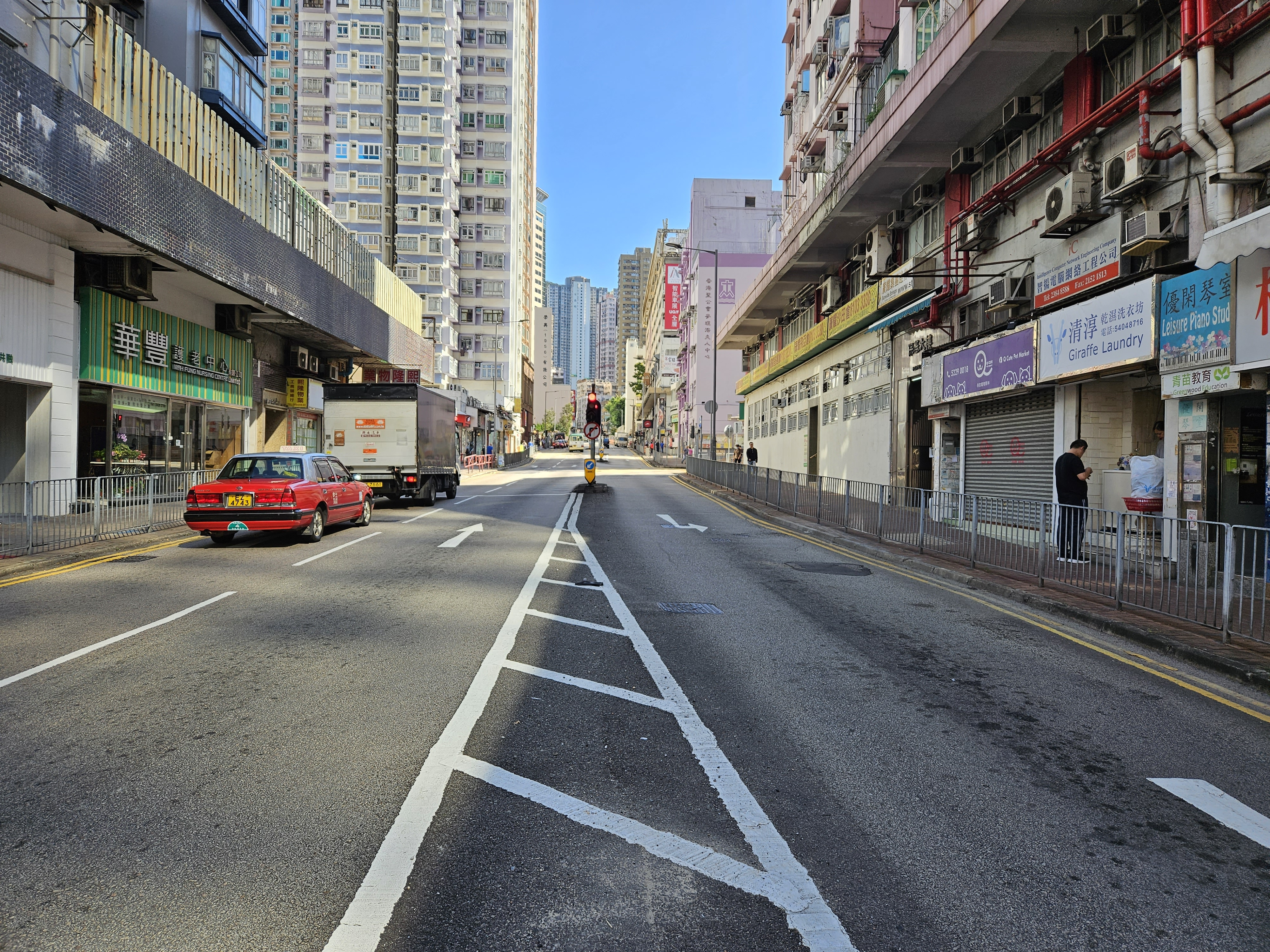
和宜合道近青山公路－葵涌段

和宜合道（英語：Wo Yi Hop Road）是香港新界葵青區和荃灣區上葵涌的一条主要道路，北至和宜合交匯處，南至青山公路－葵涌段。

## 歷史
和宜合道以荃灣和宜合村（古稱「狐狸峽村」，即現時城門隧道轉車站橋下的鄉村）命名，於1960年代至1970年代興建，道路連接青山公路及城門道象山邨，以配合北葵涌及荃灣東部的發展。
政府在1987年2月興建城門隧道，將交界點擴建為和宜合交匯處，連接城門隧道公路，於1990年正式啟用。此後，和宜合道成為荃灣東部、葵涌往返沙田、大埔和北區的主要道路，從而使葵涌居民毋須途經獅子山隧道前往。
1985年，葵青區議會成立，葵涌從荃灣區分割出來，和宜合道是分界線之一，以和宜合道、昌榮路及城門道城門水塘一段為分界線，西面依舊屬荃灣區管轄，東面則歸葵青區管轄，故此象山、梨木樹等地方屬於荃灣區，而石蔭東邨等地方則歸葵青區。

## 交匯道路

### 和宜合道
- 和宜合交匯處
- 城門道
- 梨樹路
- 麗梨花街
- 昌榮路
- 梨木道
- 藍田街
- 石蔭路
- 打磚坪街
- 大隴街
- 打磚坪街
- 大隴街
- 青山公路－葵涌段

### 和宜合交匯處
和宜合交匯處是和宜合道上的的一個交匯處，共有4個出口：
- 和宜合道南行
  - 往葵涌市區、梨木樹邨方向
- 象山邨西路西行
  - 往象山邨、城門谷公園方向
- 三棟屋路西行
  - 往三棟屋村、老圍、石圍角邨、荃灣市區方向
- 象鼻山路東行（九號幹線、城門隧道公路和隧道）
  - 往沙田方向